# Revista de Física
La Revista de Física és una revista acadèmica publicada periòdicament per la Societat Catalana de Física (Institut d'Estudis Catalans) que va néixer l’any 1991 amb l'objectiu de ser la primera revista en català amb articles de física d'alt nivell científic. S’hi publiquen semestralment articles sobre temes de recerca actuals, sobre l’ensenyament de la física i sobre els principals centres i grups de recerca dels Països Catalans.
Els socis de la Societat Catalana de Física reben la Revista de Física gratuïtament al seu domicili. Els números publicats es poden consultar en línia al Portal de Publicacions de l’IEC.